# 胡朝荣
胡朝荣（1964年3月—），男，汉族，安徽肥西人，安徽师范大学数学系数学专业毕业，中华人民共和国政治人物、高校领导。

## 生平
1985年7月加入中国共产党，1986年7月参加工作。历任安徽师范大学教师，安徽师范大学数学系分团委副书记、书记，共青团安徽省委办公室秘书科科员，共青团安徽省委联络部联络科长，共青团安徽省委联络部副部长，安徽省青年联合副秘书长、秘书长，共青团安徽省委办公室主任，涡阳县委副书记，涡阳县委副书记、县纪委书记，蒙城县委副书记、县长，蒙城县委书记，蒙城县委书记、县人大常委会主任。
2009年2月，升任亳州市政府副市长。期间于2006年9月至2009年7月在合肥工业大学行政管理与电子政务专业在职研究生学习。2009年11月，任亳州市政府副市长、谯城区委书记。同年12月，任亳州市委常委、副市长、谯城区委书记。2010年1月，任亳州市委常委、谯城区委书记。2015年2月，任蚌埠市委常委、市委组织部长。同年3月，兼任蚌埠市委统战部部长。2018年7月，任蚌埠市委副书记、市委组织部部长、市委统战部部长。2019年8月，任安徽师范大学党委书记。2024年3月，不再担任安徽师范大学党委书记职务。
是安徽省八、九、十次党代会代表，安徽省十一届人大代表，安徽省十二届政协委员。